# Zonguldaque
Zonguldaque (em turco: Zonguldak) é uma cidade e distrito do norte da Turquia, capital da província homónima, na região do Mar Negro. O distrito tem 272 km² de área e em dezembro de 2021 tinha 120 395 habitantes (densidade: 442,6 hab./km²), dos quais 103 079 na cidade.